# Testa di fauno
La Testa di fauno è un'opera giovanile in marmo di Michelangelo. Scolpita verso il 1489, è oggi andata perduta.

## Storia

Copia da Cesare Zocchi, Michelangelo fanciullo scolpisce la testa del Fauno

Verso i tredici-quattordici anni Michelangelo, a bottega dal Ghirlandaio, iniziò a frequentare su suggerimento dell'amico Francesco Granacci il giardino di San Marco, luogo dove Lorenzo de' Medici aveva radunato una parte delle collezioni di famiglia di arte classica, sovvenzionando una scuola per giovani scultori sotto la sorveglianza di Bertoldo di Giovanni, anziano allievo e collaboratore diretto di Donatello.
Sia le due edizioni delle Vite di Vasari (1550 e 1568), sia la biografia di Ascanio Condivi (1553) riportano l'episodio della Testa di Fauno. Michelangelo aveva scolpito una copia da un frammento antico, una testa appunto di un vecchio fauno, che era desideroso di mostrare al Magnifico in visita al giardino. Lorenzo apprezzò il lavoro, ma per motteggiare bonariamente il ragazzo, lo criticò dicendogli che il suo lavoro non era verosimile, poiché i denti che si vedevano dalla bocca dischiusa erano troppo perfetti, come nessun vecchio ha. Allora il giovane, mentre il signore completava il giro del giardino, in tutta fretta scalfì via un dente del fauno e cavò la relativa gengiva col trapano come se fosse uscito con la radice, e mostrò il miglioramento appena Lorenzo passò sulla via di ritorno. Il Magnifico, colpito dalla prontezza e la bontà d'animo del ragazzo decise di ospitarlo con la sua famiglia, prendendolo sotto protezione a Palazzo Medici.
La statua era citata ancora da Benedetto Varchi nel 1564 ("una testa d'un Fauno antico"), ma né lui né le altre fonti accennano alla collocazione dell'opera al loro tempo, testimoniando indirettamente come essa fosse già perduta. Il Giardino e il palazzo Medici vennero infatti saccheggiati nel 1494 dalla folla dopo la seconda cacciata dei Medici. Fomentata dalle prediche del Savonarola, non è escluso che essa abbia distrutto alcune opere d'arte ispirate al paganesimo greco-romano.
La scena del giovane Michelangelo che mostra la testa al Magnifico venne affrescata da Ottavio Vannini in palazzo Pitti, mentre il fanciullo che scolpisce la testa è oggetto di una statua ottocentesca di Cesare Zocchi, oggi a Casa Buonarroti e fatta oggetto di varie copie dalla bottega Romanelli.
Esisteva una testa di fauno nelle collezioni del Museo del Bargello, identificata con la scultura michelangiolesca dal XVII secolo fino al 1860, quando ne venne posticipata la datazione al 1500-1600, se non più tardi. L'opera, dispersa nel 1944 e oggi nota solo da calchi in gesso, mostra alcuni dettagli riferibili al Quattrocento (come il taglio del naso) e un forte uso del trapano nella capigliatura, che qualcuno ha messo in relazione con la pelle di pantera che si vede nel Bacco.

## Descrizione
Particolarmente minuziosa è la descrizione del Condivi: la testa era barbuta e ridente, con la bocca aperta che era stata ricreata di fantasia da Michelangelo, mancando nel modello; vi si vedevano i denti. Vasari aggiunse che era rugoso ("grinzo"), col naso "guasto" e che la bocca aperta lasciava vedere la lingua. Si trattava comunque di ricordi, legati alla viva testimonianza dell'artista raccolta dal Condivi e ricontrollata poi dal vivo anche da Vasari.

## Tentativi di individuazione
M. Lisner (1964) mise in relazione l'affresco del Vannini con un bozzetto al Bargello. Nello stesso museo esisteva una Maschera di fauno, menzionata per la prima volta in un inventario mediceo del 1699 e scomparsa durante la seconda guerra mondiale: Richardson (1728) l'aveva proposta come l'opera michelangiolesca, ma la critica successiva aveva respinto l'attribuzione. Adolfo Venturi propose un Busto di ciclope, pure respinto.
Nel 1969 Parronchi pensò di identificare l'originale di Michelangelo nella testa del Marsia "rosso" agli Uffizi, ma ciò contraddirebbe le fonti che non parlano di un restauro di un pezzo antico, ma della sola testa; inoltre l'opera degli Uffizi, a parte i dati stilistici, ha una dentatura completa.